# Mesiphiastus lentus
Mesiphiastus lentus är en skalbaggsart som först beskrevs av Blackburn 1901.  Mesiphiastus lentus ingår i släktet Mesiphiastus och familjen långhorningar. Inga underarter finns listade i Catalogue of Life.